# Trichoniscidae
Trichoniscidae es una familia de crustáceos isópodos terrestres, anfibios o acuáticos. Sus 524 especies reconocidas son casi cosmopolitas.

## Géneros
Se reconocen los 91 siguientes:
- Acteoniscus Vandel, 1955 (1 especie)
- Acyphoniscus Frankenberger, 1941 (1 especie)
- Aegonethes Tabacaru, 1996 (2 especies)
- Alistratia Andreev, 2004 (1 especie)
- Alpioniscus Racovitza, 1908 (30 especies)
- Amerigoniscus Vandel, 1950 (9 especies)
- Anatoliscus Verhoeff, 1949 (1 especie)
- Androniscus Verhoeff, 1908 (12 especies)
- Balearonethes Dalens, 1977 (1 especie)
- Balkanoniscus Verhoeff, 1926 (2 especies)
- Banatoniscus Tabacaru, 1991 (1 especie)
- Bergamoniscus Brian & Vandel, 1949 (1 especie)
- Beroniscus Vandel, 1967 (2 especies)
- Biharoniscus Tabacaru, 1963 (2 especies)
- Borutzkyella Tabacaru, 1993 (1 especie)
- Brackenphiloscia Ortiz, Garcia Debras & Lalana, 1999 (1 especie)
- Brackenridgia Ulrich, 1902 (9 especies)
- Buddelundiella Silvestri, 1897 (12 especies)
- Bulgaronethes Vandel, 1967 (1 especie)
- Bulgaroniscus Vandel, 1965 (1 especie)
- Bureschia Verhoeff, 1926 (1 especie)
- Calconiscellus Verhoeff, 1927 (7 especies)
- Cantabroniscus Vandel, 1965 (1 especie)
- Carloniscus Verhoeff, 1936 (1 especie)
- Castellanethes Brian, 1952 (1 especie)
- Catalauniscus Vandel, 1953 (4 especies)
- Caucasocyphoniscus Borutzky, 1948 (1 especie)
- Caucasonethes Verhoeff, 1932 (2 especies)
- Chasmatoniscus Strouhal, 1971 (1 especie)
- Colchidoniscus Borutzky, 1974 (1 especie)
- Cylindroniscus Arcangeli, 1929 (5 especies)
- Cyphobrembana Verhoeff, 1931 (1 especie)
- Cypholambrana Verhoeff, 1938 (1 especie)
- Cyphonethes Verhoeff, 1926 (1 especie)
- Cyphoniscellus Verhoeff, 1901 (1 especie)
- Cyphopleon Frankenberger, 1940 (1 especie)
- Cyphotendana Séchet & Noel, 2015 (3 especies)
- Cyrnoniscus Vandel, 1953 (1 especie)
- Escualdoniscus Séchet & Noel, 2015 (2 especies)
- Finaloniscus Brian, 1951 (3 especies)
- Graeconiscus Strouhal, 1940 (12 especies)
- Haplophthalmus Schoebl, 1860 (48 especies)
- Helenoniscus Legrand, 1943 (1 especie)
- Hondoniscus Vandel, 1968 (2 especies)
- Hyloniscus Verhoeff, 1908 (27 especies)
- Iberoniscus Vandel, 1952 (1 especie)
- Italoniscus Schmoelzer, 1962 (1 especie)
- Katascaphius Verhoeff, 1936 (1 especie)
- Lapilloniscus Brian, 1938 (1 especie)
- Leucocyphoniscus Verhoeff, 1900 (3 especies)
- Libanonethes Vandel, 1955 (2 especies)
- Macedonethes Buturovic, 1955 (3 especies)
- Metatrichoniscoides Vandel, 1943 (5 especies)
- Mexiconiscus Schultz, 1964 (1 especie)
- Microtitanethes Pljakic, 1977 (1 especie)
- Miktoniscus Kesselyak, 1930 (16 especies)
- Mingrelloniscus Borutzky, 1974 (1 especie)
- Mladenoniscus Karaman, 2008 (1 especie)
- Monocyphoniscus Strouhal, 1939 (3 especies)
- Moserius Strouhal, 1940 (3 especies)
- Murgeoniscus Arcangeli, 1939 (1 especie)
- Nesiotoniscus Racovitza, 1908 (14 especies)
- Nippononethes Tabacaru, 1996 (6 especies)
- Oregoniscus Hatch, 1947 (1 especie)
- Oritoniscus Racovitza, 1908 (30 especies)
- Paracyphoniscus Brian, 1958 (1 especie)
- Phymatoniscus Racovitza, 1908 (3 especies)
- Pleurocyphoniscus Verhoeff, 1901 (2 especies)
- Protonethes Absolon & Strouhal, 1932 (1 especie)
- Psachonethes Borutzkii, 1969 (2 especies)
- Rhodopioniscus Tabacaru, 1993 (1 especie)
- Scotoniscus Racovitza, 1908 (4 especies)
- Siciloniscus Caruso, 1982 (1 especie)
- Spelaeonethes Verhoeff, 1932 (6 especies)
- Strouhaloniscellus Tabacaru, 1993 (1 especie)
- Stylohylea Verhoeff, 1930 (1 especie)
- Tachysoniscus Verhoeff, 1930 (1 especie)
- Tauronethes Borutzkii, 1949 (1 especie)
- Thaumatoniscellus Tabacaru, 1971 (1 especie)
- Titanethes Schioedte, 1849 (6 especies)
- Trichonethes Strouhal, 1953 (1 especie)
- Trichoniscoides Sars, 1899 (39 especies)
- Trichoniscus Brandt, 1833 (126 especies)
- Tricyphoniscus Verhoeff, 1936 (1 especie)
- Troglocyphoniscus Strouhal, 1939 (3 especies)
- Troglonethes Cruz, 1991 (1 especie)
- Turkonethes Verhoeff, 1943 (2 especies)
- Typhlotricholigioides Rioja, 1953 (1 especie)
- Utopioniscus Schmalfuss, 2005 (1 especie)
- Vandeloniscellus Tabacaru, 1993 (1 especie)
- Vardaroniscus Buturovic, 1955 (1 especie)